# Bâtiment situé 39 rue Karađorđeva à Valjevo
Le bâtiment situé 39 rue Karađorđeva à Valjevo (en serbe cyrillique : Зграда у Ул. Карађорђевој 39, Ваљево ; en serbe latin : Zgrada u Ul. Karađorđevoj 39, Valjevo) se trouve à Valjevo, dans le district de Kolubara en Serbie. Il est inscrit sur la liste des monuments culturels protégés de la république de Serbie (identifiant no SK 882).

## Présentation
Le bâtiment a été construit en 1905 selon un projet de l'architecte Milan Kapetanović pour le pharmacien Pera Tadić[réf. nécessaire].
La maison est bâtie sur plan qui prend la forme de la lettre cyrillique « Г ». La façade principale, qui donne sur la rue Karađorđeva, se montre influencée par le style Sécession ; de structure symétrique, elle est rythmée par le jeu des fenêtres ; sur toute sa surface, elle est recouverte de plaques en céramique. Cette façade offre aussi de nombreux éléments décoratifs comme des guirlandes, des coquilles stylisées, des masques ou des balustrades[réf. nécessaire].

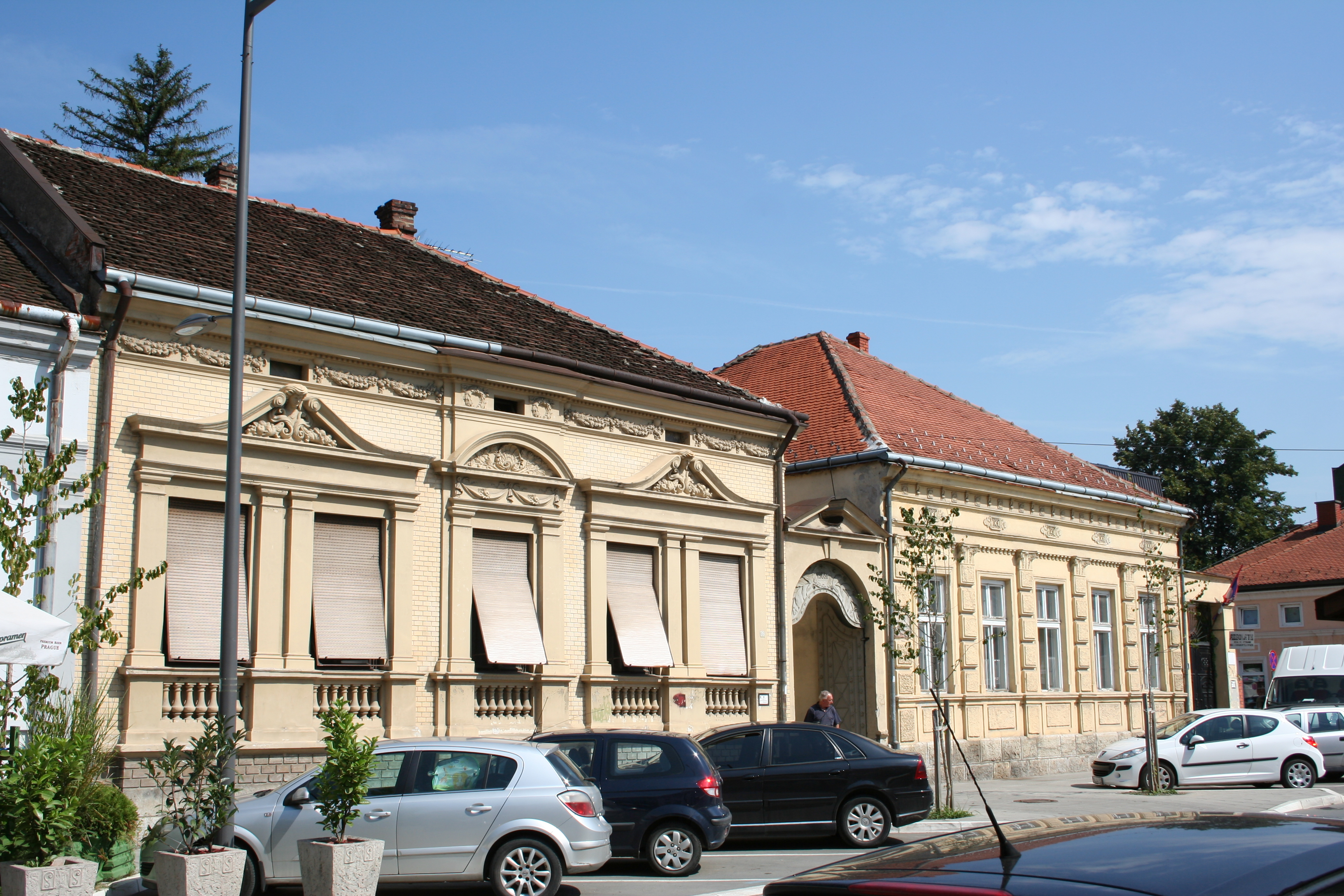
L'ensemble formé par les bâtiments du 39 et 41 rue Karađorđeva